# Индианаполис Мотор Спидуей
Пистата „Индианаполис Мотор Спидуей“ (на английски: Indianapolis Motor Speedway) се намира в град Индианаполис, столицата на щат Индиана, САЩ, и е една от най-известните и стари писти, за провеждане на автомобилни състезания в историята.
Създадена от четирима съдружници – Карл Фишер, Артър Неуби, Франк Уилър и Джим Алисън, които на 9 февруари 1909 година основават компанията „Индианаполис Мотор Спидуей“.  От 15 ноември 1945 г. собственик на пистата е Антон „Тони“ Хълман. Семейство Хълман притежават пистата и до днешни дни.
Строителството на пистата започва на 15 март 1909 година. Първоначално пистата е изградена от натрошени камъни и пясък. По-късно са положени 3 200 000 тухли, което ѝ дава прозвището „Тухларната“.
През 1961 г. е направена цялостна реконструкция на пистата, като тухлите са заменени с асфалтово покритие. Единствено на старт-финалната права е оставена ивица от тухли, напомнящата каква е била пистата.
Първото състезание е проведено на 15 юни 1909 г. и е посетено от невероятните за времето си 43 500 зрители.
През 1911 г. за първи път се решава състезателната дистанция да бъде 500 мили, така се създава името на най-популярното състезание за автомобили „Индианаполис 500“.
От тук идва легендарната команда – „Господа, запалете двигателите“ (на английски: Gentlemen, Start Your Engines) произнесена от Уилбър Шоу през 1940 година. Тук е единственото състезание в света, където победителя вместо шампанско пие мляко. През 1933 година, Луис Мейер, побеждавайки отказва да пие вино и пожелава бутилка мляко. Това се превръща в традиция, по-късно и в рекламна кампания. Сега бутилката от мляко, с логото на Инди 500 поднесена на победителя, е силно желана от колекционерите. Бутилка с мляко получава победителя в състезанието.
От 2000 до 2007 година тук се провежда и кръг от Формула 1, за Голямата награда на САЩ.

## Зрители
„Индианаполис Мотор Спидуей“ е най-голямата спортна арена в света.
- 257 325 седящи места, преброени през лятото на 2005 година от редактора на вестник „Индианаполис Стар“ Кърт Калвин.

Пистата държи и рекорда по посещаемост
- Индианаполис 500 (1981) 422 000 зрители. Интересното е, че собствениците на пистата – семейство Хълман-Джордж никога дотогава не са обявявали официално посещаемостта на нито едно състезание „500 мили на Индианаполис“.

## Дължина
Дължината на пистата е 2,5 мили (4,02 км).
Една обиколка на пистата се равнява на:
- 44 футболни игрища
- 37 бейзболни игрища
- 80 обиколки на плувен басейн с олимпийски размер
- 32 000 кутии Кока Кола, подредени една до друга

## Рекорди
- Пилоти с най-много победи (4):
  - Ей Джей Фойт (1961, 1964, 1967, 1977)
  - Ал Ънсър-старши (1970, 1971, 1978, 1987)
  - Рик Миърс (1979, 1984, 1988, 1991)
- Отбор с най-много победи
  - Penske Racing (15)
- Най-много последователни победи (2):
  - Уилбър Шоу (1939 – 1940)
  - Маури Роуз (1947 – 1948)
  - Бил Вукович (1953 – 1954)
  - Ал Ънсър-старши (1970 – 1971)
  - Елио Кастро-Невес (2001 – 2002)
- Най-много пол-позишъни:
  - 6 – Рик Миърс
- Най-малката разлика между победителя и втория:
  - 0,043 секунди между Ал Ънсър-младши и Скот Гудиър през 1992
- Най-висока скорост в състезание:
  - 299,307 km/h, Ари Люендайк през 1990 година
- Най-бавна скорост в състезание:
  - 120,060 km/h, Рей Хароун през 1911 година
- Най-бърза квалификационна обиколка:
  - 382,216 km/h, Ари Люендайк през 1996 година
- Най-бърза обиколка по време на състезание:
  - 379.976 km/h, Еди Чийвър през 1996
- Най-млад победител:
  - Трой Рътман, 22 години и 80 дни, през 1952 година
- Най-стария победител
  - Ал Ънсър-старши, 47 години и 360 дни, през 1987 година
- Пилот с най-много участия:
  - 35, Ей. Джей. Фойт
- Световни рекорди:
  - Световен рекорд за скорост – поставен от французина Жил Гию (Jules Goux) през 1913. 170 км/ч с автомобил Пежо L.76. Предишният рекорд е бил 169 км/ч и е бил на самолет.

## Победители във Формула 1

### Гран при Инди 500
| Година | Пилот         | Конструктор       | Писта        | Статистика |
| ------ | ------------- | ----------------- | ------------ | ---------- |
| 1960   | Джим Рътман   | Уотсън-Офенхаусър | Индианаполис | Статистика |
| 1959   | Роджър Уорд   | Уотсън-Офенхаусър | Индианаполис | Статистика |
| 1958   | Джими Брайън  | Салих-Офенхаусър  | Индианаполис | Статистика |
| 1957   | Сам Ханкс     | Салих-Офенхаусър  | Индианаполис | Статистика |
| 1956   | Пат Флайърти  | Уотсън-Офенхаусър | Индианаполис | Статистика |
| 1955   | Боб Свикърт   | Къртис-Офенхаусър | Индианаполис | Статистика |
| 1954   | Бил Вукович   | Къртис-Офенхаусър | Индианаполис | Статистика |
| 1953   | Бил Вукович   | Къртис-Офенхаусър | Индианаполис | Статистика |
| 1952   | Трой Рътман   | Кузма-Офенхаусър  | Индианаполис | Статистика |
| 1951   | Ли Уолърд     | Къртис-Офенхаусър | Индианаполис | Статистика |
| 1950   | Джони Парсънс | Къртис-Офенхаусър | Индианаполис | Статистика |

### Гран при на САЩ
| Година | Пилот           | Конструктор       | писта        | Статистика |
| ------ | --------------- | ----------------- | ------------ | ---------- |
| 2007   | Луис Хамилтън   | Макларън-Мерцедес | Индианаполис | Статистика |
| 2006   | Михаел Шумахер  | Ферари            | Индианаполис | Статистика |
| 2005   | Михаел Шумахер  | Ферари            | Индианаполис | Статистика |
| 2004   | Михаел Шумахер  | Ферари            | Индианаполис | Статистика |
| 2003   | Михаел Шумахер  | Ферари            | Индианаполис | Статистика |
| 2002   | Рубенс Барикело | Ферари            | Индианаполис | Статистика |
| 2001   | Мика Хакинен    | Макларън-Мерцедес | Индианаполис | Статистика |
| 2000   | Михаел Шумахер  | Ферари            | Индианаполис | Статистика |